# Marcel Keizer
Marcel Keizer (Badhoevedorp, Países Bajos; 15 de enero de 1969) es un exfutbolista y entrenador neerlandés. Actualmente es asistente técnico de John Heitinga en el Ajax de Ámsterdam de la Eredivisie.
Es sobrino del exfutbolista Piet Keizer. Su carrera como mediocampista comenzó en el Ajax y la pasó principalmente en el Cambuur, y tuvo breves períodos dirigiendo ambos clubes. Ganó una Taça da Liga y una Taça de Portugal en 2019 en el Sporting CP, y estuvo dos temporadas en Al-Jazira, ganando la UAE Pro League en 2021.

## Trayectoria

### Como jugador
Es un jugador formado en el AFC Ajax, durante la última etapa de Johan Cruyff en el club neerlandés en 1988, Keizer estuvo a sus órdenes, alternando los entrenamientos entre el filial y el primer equipo del conjunto más laureado de Países Bajos. En el Ajax llegó a disputar cuatro partidos con el primer equipo durante la temporada 1987-1988.
Desarrolló su carrera futbolística en clubes de Países Bajos, como SC Cambuur, De Graafschap y FC Emmen. 

### Como técnico
Empezó en el mundo de los banquillos en equipos modestos de Países Bajos, como SV Argon, VVSB, SC Telstar Velsen, FC Emmen y SC Cambuur.
En junio de 2017 fue nombrado entrenador del Ajax tras ser ascendido desde el filial, el Jong Ajax, pero la apuesta por Marcel Keizer tras la marcha de Peter Bosz al Borussia Dortmund, salió realmente mal ya que el Ajax obtuvo un pobre balance de resultados en el primer tramo de la temporada, quedando fuera de Europa y de Copa, siendo destituido en diciembre de 2017 y sustituido por Erik ten Hag.
En junio de 2018, se convierte en entrenador del Al Jazira Club, sustituyendo al entrenador neerlandés Henk ten Cate, en el que estaría hasta noviembre de 2018 tras acudir a la llamada del Sporting de Lisboa. Dejó al Al Jazira segundo en la clasificación de la Liga la Liga del Golfo de Arabia, a dos puntos del líder, el Sharjah.
En noviembre de 2018, llegó al Sporting CP (sumido en una crisis de resultados) y ante una profunda remodelación directiva, sustituyendo al destituido José Peseiro, firmando un contrato hasta el 30 de junio de 2021. En sólo un mes lograría devolver la ilusión a los aficionados 'sportinguistas', realizando una buena temporada 2018-19 en el conjunto portugués. El 3 de septiembre de 2019, fue destituido del equipo debido a las críticas de su afición y a la derrota por 2-3 contra el Rio Ave Futebol Clube.
En octubre de 2019, regresa al Al Jazira Club, firmando un contrato hasta junio de 2021, finalmente renovó hasta 2023. El 11 de mayo de 2021, llevó al club a su tercer título de liga tras vencer al Khor Fakkan por 3-1. Unos meses más tarde, vencería en la tanda de penaltis al Shabab Al-Ahli para obtener la Supercopa. En junio de 2023 su contrato venció y no fue renovado de común acuerdo con los dirigentes.
El 27 de julio de 2023, fue anunciado como entrenador del Al-Shabab. El 6 de septiembre de 2023, se anunció la rescisión de su contrato de mutuo acuerdo.

## Clubes

### Como jugador
| Club          | País         | Año       |
| ------------- | ------------ | --------- |
| AFC Ajax      | Países Bajos | 1987-1989 |
| SC Cambuur    | Países Bajos | 1989-1998 |
| De Graafschap | Países Bajos | 1998-2002 |
| FC Emmen      | Países Bajos | 2000-2002 |

### Como entrenador
| Club               | País           | Año       |
| ------------------ | -------------- | --------- |
| SV Argon           | Países Bajos   | 2007-2011 |
| VVSB               | Países Bajos   | 2011-2012 |
| SC Telstar Velsen  | Países Bajos   | 2012-2014 |
| FC Emmen           | Países Bajos   | 2015-2016 |
| SC Cambuur         | Países Bajos   | 2016      |
| Jong Ajax          | Países Bajos   | 2016-2017 |
| AFC Ajax           | Países Bajos   | 2017      |
| Al-Jazira          | EAU            | 2018      |
| Sporting de Lisboa | Portugal       | 2018-2019 |
| Al-Jazira          | EAU            | 2019-2023 |
| Al-Shabab          | Arabia Saudita | 2023      |

## Palmarés

### Como entrenador

#### Campeonatos nacionales
| Título                                  | Club               | País     | Año     |
| --------------------------------------- | ------------------ | -------- | ------- |
| Copa de Portugal                        | Sporting de Lisboa | Portugal | 2018-19 |
| Copa de la Liga                         | Sporting de Lisboa | Portugal | 2018-19 |
| UAE Pro League                          | Al-Jazira          | EAU      | 2020-21 |
| Supercopa de los Emiratos Árabes Unidos | Al-Jazira          | EAU      | 2021    |